# Tinus van Beurden
Martinus Cornelis Maria van Beurden, detto Tinus (Tilburg, 30 aprile 1893 – 29 maggio 1950), è stato un calciatore olandese, di ruolo attaccante.

## Palmarès

### Nazionale
- Bronzo olimpico: 1

Olanda: Anversa 1920